# Улица Динамовцев
Улица Дина́мовцев (до 1958 — Пионерская) — улица, расположенная в Советском районе Новосибирска (микрорайон ОбьГЭС). Начинается от улицы Приморской, заканчивается, соединяясь с улицей Гидромонтажной. С левой чётной стороны к улице примыкают Нагорная и Смоленская улицы.

## Благоустройство улицы
Летом 2014 года был установлен бордюр и заасфальтирован участок от дома № 17 по улице Динамовцев до Гидромонтажной улицы, после чего улица стала полностью покрыта дорожным полотном. В октябре 2014 года на улице были посажены сто саженцев яблонь.

## Организации
- "101 далматин" — зоомагазин
- "Ярче!" — сеть супермаркетов
- "Советский" — гастроном
- Детский сад № 199